# Söderfors församling
Söderfors församling var en församling i Uppsala stift och i Tierps kommun i Uppsala län. Församlingen uppgick 2009 i Tierp-Söderfors församling.

## Administrativ historik
Församlingen bildades 2 november 1699 genom utbrytning ur Tierps församling. 
Församlingen utgjorde till 2009 ett eget pastorat. Församlingen uppgick 2009 i Tierp-Söderfors församling.

## Kyrkor
- Söderfors kyrka